# 5219 Zemka
5219 Zemka eller 1976 GU3 är en asteroid i huvudbältet som upptäcktes den 2 april 1976 av den rysk-sovjetiske astronomen Nikolaj Tjernych vid Krims astrofysiska observatorium på Krim. Den har fått sitt namn efter Aleksandr G. Zemka.
Asteroiden har en diameter på ungefär 17 kilometer och den tillhör asteroidgruppen Themis.